# فایرفلای تی۶۷
فایرفلای تی۶۷ (به انگلیسی: Slingsby_T67_Firefly) یک هواگرد ملخ‌پیشین تک‌موتوره از نوع هواگرد آموزشی/tourer/ورزشی ساخت شرکت Fournier, Slingsby Aviation است. هواگرد فایرفلای تی۶۷ نخستین پروازش را در ۱۲ مارس ۱۹۷۴ میلادی انجام داد. در مجموع، تعداد> ۲۵۰ فروند از این هواگرد ساخته شده‌است.